# Keita Endō
Keita Endō (jap. 遠藤 渓太 Endō Keita; ur. 22 listopada 1997 w Jokohamie) – japoński piłkarz występujący na pozycji napastnika w niemieckim klubie Union Berlin oraz w reprezentacji Japonii. Wychowanek Yokohamy F. Marinos.